# باغودة جونغنمسا
باغودة جونغنمسا أو باغودة الطبقات الخمس في جونغنمسا (بالكورية: 부여 정림사지 오층석탑) هي باغودة مكونة من خمس طبقات تقف على قاعدة ضيقة ومنخفضة. بُنيت الباغودة في عهد سلالة بايكتشي الكورية. الباغودة هي الكنز الوطني لكوريا الجنوبية رقم 9.
كل قاعدة لها عمود حجري، وكل زاوية من الباغودة في كل طبقة له عمود حجري يستخدم تقنية «بيهُرِّم» والتي يكون فيها أعلى وأسفل جسم العمود ضيقاً ووالوسط محدباً. الحواف مغطاة بأسقف حجرية رفيعة وهو ما يمثل الأناقة الرفيعة. لهذه الباغودة قيمة عالية حيث تُظهر براعة ومهارة الشخصيات والتشكيل الخشبي للأبنية مثل القاعدة الرفيه مع تقنية أعمدة «بيهرم» والأسقف الرفيعة والعريضة. قيمة هذه الباغودة ترتفع أيضاً لكونها إحدى اثنتين من باغودة العائدة لعهد سلالة بايكتشي.